# Caesalpinia crista
Caesalpinia crista es una planta perteneciente a la familia Fabaceae. 

## Taxonomía
Caesalpinia crista fue descrito por Linneo y publicado en Species Plantarum 1: 380–381. 1753.
Etimología
Caesalpinia: nombre genérico que fue otorgado en honor del botánico italiano Andrea Cesalpino (1519-1603).
crista: epíteto
Sinónimos
- Caesalpinia chinensis Roxb.
- Caesalpinia kwangtungensis Merr.
- Caesalpinia laevigata Perr.
- Caesalpinia nuga (L.) W.T.Aiton
- Caesalpinia nuga (L.) Aiton
- Caesalpinia paniculata Desf.
- Caesalpinia paniculata (Lam.) Roxb.
- Caesalpinia scandens Roth
- Caesalpinia szechuenensis Craib
- Genista scandens Lour.
- Guilandina bonduc var. minus DC.
- Guilandina crista Small
- Guilandina nuga L.
- Guilandina paniculata Lam.
- Guilandina semina Lour.
- Ticanto nuga (L.) Medik.[3]

## Nombres comunes
- Brasil colorado de Cuba, brasilete colorado de Cuba, brasilete de Jamaica, cuatapanare, palo brasil[4]